# Zwetschkenknödel
O Zwetschkenknödel é uma especialidade culinária austríaca e tcheca, combinando ameixas com knödel, uma bola de massa cozida.
A massa pode ser feita com fermento, requeijão e batata, e, tradicionalmente é recheada com ameixas, sendo cozida em porções na água quente. As porções no formato de bolinhos são banhadas com manteiga derretida e podem ser polvilhadas com açúcar, canela ou papoula moída.